# Joanna
Joanna (englisch: [ˌdʒoʊˈænə], polnisch: [jɔˈan.na]) ist ein weiblicher Vorname.

## Herkunft, Bedeutung und Verbreitung
Joanna ist eine Variante des Namens Johanna und bedeutet „der HERR ist gnädig“. Namenstag ist der 30. Mai.
Der Name ist im englischsprachigen Raum abgeleitet von der englischen Namensvariante Joan. In Polen ist es die geläufigste Variante von Johanna. Die Namensvariante Joana ([ʒo.ˈɐ.nɐ]) stammt aus dem portugiesischsprachigen Raum. Sowohl Joanna als auch Joana sind mittlerweile im deutschen Sprachraum verbreitet, jedoch meist mit eingedeutschter Aussprache.

## Namensträgerinnen

### Joanna
- Joanna, Künstlername der brasilianischen Sängerin Maria de Fátima Gomes Nogueira (* 1957)

#### A
- Joanna Angel (* 1980), US-amerikanische Pornodarstellerin und -produzentin
- Joanna Atkins (* 1989), US-amerikanische Sprinterin

#### B
- Joanna Bacalso (bürgerlich Joanna Garel, * 1976), philippinisch-kanadische Schauspielerin und Model
- Joanna Baillie (1762–1851), britische Dichterin
- Joanna Barnes (1934–2022), US-amerikanische Schauspielerin und Autorin
- Joanna Bator (* 1968), polnische Schriftstellerin und Publizistin
- Joanna Bethune (1770–1860), US-amerikanische Sozialreformerin
- Joanna Borowska-Isser (* 1959), polnisch-österreichische Kammersängerin
- Joanna Brodzik (* 1973), polnische Schauspielerin
- Joanna Bruzdowicz (1943–2021), polnische Komponistin
- Joanna Deborah Bussinger (* 1993), norwegisch-schweizerische Sängerin; siehe Debrah Scarlett

#### C
- Joanna Campbell, Pseudonym der US-amerikanischen Autorin Jo Ann Simon (* 1946)
- Joanna Canton (* 1978), US-amerikanische Schauspielerin
- Joanna Carswell (* 1988), neuseeländische Tennisspielerin
- Joanna Cassidy (* 1945), US-amerikanische Schauspielerin
- Joanna Charaktis (* 20. Jh.), australische Fußballschiedsrichterassistentin
- Joanna Chaube (* 1997), französische Badmintonspielerin
- Joanna Cherry (* 1966), schottische Politikerin (SNP)
- Joanna Chmiel (* 1969), polnische Marathonläuferin
- Joanna Chmielewska (1932–2013), polnische Schriftstellerin
- Joanna Collins, Pseudonym der US-amerikanischen Pornodarstellerin und produzentin Ona Zee (* 1954)
- Joanna Connor (* 1962), US-amerikanische Bluesmusikerin

#### D
- Joanna David (* 1947), britische Theater- und Filmschauspielerin
- Joanna Domańska (* 1959), polnische Pianistin und Pädagogin
- Joanna Dorociak (* 1992), polnische Leichtgewichts-Ruderin
- Joanna Drinkhall (* 1987), britische Tischtennisspielerin
- Joanna Dunham (1936–2014), britische Schauspielerin
- Joanna Dworakowska (1978–2024), polnische Schachspielerin

#### E
- Joanna Eichhorn (* 1992), deutsche Schauspielerin
- Joanna Erbel (* 1984), polnische Soziologin

#### F
- Joanna Fabisiak (* 1950), polnische Lehrerin und Politikerin (Platforma Obywatelska)
- Joanna Ferkic (* 1994), deutsche Schauspielerin
- Joanna Fiodorow (* 1989), polnische Hammerwerferin
- Joanna Flockhart (* ≈1950), schottische Badmintonspielerin
- Joanna Fowler (* 1942), US-amerikanische Nuklearchemikerin und Psychologin

#### G
- Joanna García (* 1979), US-amerikanische Schauspielerin
- Joanna Glass (* 1936), kanadische Dramatikerin
- Joanna Gleason (* 1950), kanadische Schauspielerin
- Joanna Gleich (* 1959), polnisch-österreichische Malerin
- Joanna Going (* 1963), US-amerikanische Schauspielerin
- Joanna Grudzińska (1795–1831), polnische Adlige

#### H
- Joanna Hayes (* 1976), US-amerikanische Leichtathletin
- Joanna Hiffernan (≈1843–1903), irisches Modell
- Joanna Hoffman (* 1955), US-amerikanische Marketing-Managerin
- Joanna Hogg (* 1960), britische Filmemacherin
- Joanna Hood, US-amerikanische Bratschistin

#### J
- Joanna Jabłczyńska (* 1985), polnische Schauspielerin und Sängerin
- Joanna Johnson (* 1961), US-amerikanische Schauspielerin
- Joanna Johnston, britische Kostümbildnerin
- Joanna Jóźwik (* 1991), polnische Leichtathletin

#### K
- Joanna Kaczor (* 1984), polnische Volleyballspielerin
- Joanna Kerns (* 1953), US-amerikanische Schauspielerin und Regisseurin
- Joanna Kitzl (* 1980), deutsche Schauspielerin
- Joanna Klepko (* 1983), polnische Sängerin, bekannt als Cleo
- Joanna Kluzik-Rostkowska (* 1963), polnische Politikerin (u. a. PiS)
- Joanna Konarzewska (1926–1991), polnische Künstlerin
- Joanna Kozłowska-Szczepaniak (* 1959), polnische Opernsängerin (Sopran)
- Joanna Krupa (* 1979), polnisch-US-amerikanisches Model und Schauspielerin
- Joanna Kulig (* 1982), polnische Schauspielerin

#### L
- Joanna Lampe, Künstlername der niederländisch-deutschen Sängerin Chantal Joanna Hendrika Lampe Roeters (* 1981); siehe Chantal (Sängerin)
- Joanna Lawn (* 1973), neuseeländische Triathletin
- Joanna Leszczyńska (* 1988), polnische Ruderin
- Joanna Noëlle Levesque (* 1990), US-amerikanische Sängerin und Schauspielerin; siehe JoJo
- Joanna Lisiak (* 1971), Schweizer Schriftstellerin und Lyrikerin
- Joanna Lohman (* 1982), US-amerikanische Fußballspielerin
- Joanna Lumley (* 1946), britische Schauspielerin

#### M
- Joanna Majdan (* 1964), polnische Judoko
- Joanna Majdan (* 1988), polnische Schachspielerin
- Joanna Mendak (* 1989), polnische Schwimmerin
- Joanna Merlin (1931–2023), US-amerikanische Schauspielerin
- Joanna Miles (* 1940), US-amerikanische Schauspielerin
- Joanna Mitrosz (* 1988), polnische Leichtathletin
- Joanna Mucha (* 1976), polnische Politikerin (PO)
- Joanna Murray-Smith (* 1962), ustralische Schriftstellerin
- Joanna Mytkowska (* 1970), polnische Kuratorin und Museumsdirektorin

#### N
- Joanna Natasegara, Regisseurin
- Joanna Nittenberg (* 1942), österreichische Journalistin
- Joanna Newsom (* 1982), US-amerikanische Singer-Songwriterin

#### O
- Joanna Olech (* 1955), polnische Autorin

#### P
- Joanna Pacitti (* 1984), US-amerikanische Sängerin und Schauspielerin
- Joanna Pacuła (* 1957), polnisch-US-amerikanische Schauspielerin
- Joanna Page (* 1978), britische Schauspielerin
- Joanna Pascale (* 1979), US-amerikanische Sängerin
- Joanna Pettet (* 1942), britische Schauspielerin
- Joanna Pfaff-Czarnecka (* 1956), polnisch-schweizerische Sozialanthropologin
- Joanna Pizoń-Świtkowska (1961–2013), polnische Schwimmsportlerin

#### Q
- Joanne Quay (* 1980), malaysische Badmintonspielerin
- Joanna Quinn (* 1962), britische Werbezeichnerin

#### R
- Joanna Richardson (1925–2008), britische Literaturwissenschaftlerin und Autorin
- Joanna Rowsell-Shand (* 1988), britische Radrennfahrerin
- Joanna Russ (1937–2011), US-amerikanische Autorin
- Joanna Rutkowska, polnische Hackerin und IT-Spezialistin

#### S
- Joanna Semmelrogge (* 1990), deutsche Schauspielerin
- Joanna Senyszyn (* 1949), polnische Politikerin (SLD)
- Joanna Shimkus (* 1943), kanadische Schauspielerin
- Joanna Simon (1936–2022), US-amerikanische Opernsängerin (Mezzosopran)
- Joanna Skowroń (* 1979), polnische Kanurennsportlerin
- Joanna Skrzydlewska (* 1977), polnische Politikerin (PO)
- Joanna Sotomura (* 1987), US-amerikanische Schauspielerin
- Joanna Southcott (1750–1814), englische Schwärmerin
- Joanna Stone (* 1972), australische Speerwerferin
- Joanna Sulej (* 1989), polnische Eiskunstläuferin
- Joanna Szczepkowska (* 1953), polnische Schauspielerin und Autorin
- Joanna Szleszyńska (* 1978), polnische Badmintonspielerin
- Joanna Szwab (* 1997), polnische Skispringerin

#### T
- Joanna Taylor (* 1978), britische Schauspielerin und Model

#### V
- Joanna Vanderham (* ≈1990), britische Schauspielerin
- Joanna de Vincenz (* 1967), deutsch-polnische Journalistin

#### W
- Joanna Wajs (* 1979), polnische Schriftstellerin
- Joanna Wang (* 1988), taiwanische Sängerin
- Joanna Wiśniewska (* 1972), polnische Diskuswerferin
- Joanna Wozny (* 1973), polnische Komponistin

#### Z
- Joanna Zeiger (* 1970), US-amerikanische Triathletin

### Joana
- Joana, Künstlername der deutschen Sängerin Johanna Emetz (* 1944)
- Joana Adu-Gyamfi (* 1973), deutsche Schauspielerin
- Joana Breidenbach (* 1965), deutsche Autorin und Unternehmerin
- Joana Eidukonytė (* 1994), litauische Tennisspielerin
- Joana Gallas (* 1992), deutsche Volleyballspielerin
- Joana Maria Gorvin (1918–1993), deutsche Theaterschauspielerin
- Joana Hählen (* 1992), Schweizer Wintersportlerin
- Joana Vaya Houplin (* 1990), philippinisch-US-amerikanische Fußballspielerin
- Joana Mäder (* 1991), Schweizer Ballsportlerin
- Joana Manta (* 1977), Schweizer Tennisspielerin
- Joana Mallwitz (* 1986), deutsche Dirigentin, Pianistin und Generalmusikdirektorin
- Joana Marchão (* 1996), portugiesische Fußballspielerin
- Joana Prado (* 1976), brasilianisches Model
- Joana Radzyner (* 1954), österreichische Journalistin
- Joana Ramos (* 1982), portugiesische Judoka
- Joana Ribeiro (* 1992), portugiesische Schauspielerin
- Joana do Rosário, osttimoresische Politikerin (PUN)
- Joana Danguolė Sadeikienė (* 1936), litauische Politikerin (Sąjūdis)
- Joana Schümer (* 1969), deutsche Schauspielerin
- Joana Scrinzi (* 1981), österreichische Filmeditorin
- Joana Vasconcelos (* 1971), portugiesische Künstlerin
- Joana Marques Vidal (1955–2024), portugiesische Juristin und Generalstaatsanwältin Portugals (2012–2018)
- Joana Fee Würz (* 1983), deutsche Musicaldarstellerin
- Joana Zimmer (* 1982), deutsche Sängerin